# Gestreepte bloedbij
De gestreepte bloedbij (Sphecodes rufiventris) is een vliesvleugelig insect uit de familie Halictidae. De wetenschappelijke naam van de soort is voor het eerst geldig gepubliceerd in 1798 door Panzer.